# Larkana
Larkana o Larkano (urdú لاڑکانہ, sindi لاڙڪاڻو) és una ciutat de Pakistan, la quarta més important del Sind, capital del districte de Larkana a la riba sud del canal de Ghar, uns 65 km al sud de Shikarpur. La població al cens del 1998 era de 270.283 habitants; el 1881 tenia 13.188 habitants i el 1901 de 14.543 habitants; se l'anomenava l'Eden del Sind. La llengua habitual és el sindhi però la majoria coneix l'urdú; l'anglès és la llengua franca.
El monument més destacat és la tomba de Shāh Bahārah, oficial militar de Nur Muhammad Kalhora mort el 1735; en edificis destaca l'antic edifici del col·lectorat (de 1902). La municipalitat es va establir el 1855. El 2000 va celebrar justament els dos mil anys de la seva suposada fundació.
La ciutat disposa d'un aeroport a Mohenjo-daro a 28 km al sud. A Mohenjo-daro hi ha l'important jaciment arqueològic de la cultura de l'Indus. A la rodalia hi ha altres importants jaciments arqueològics.
Personalitats notables de la ciutat són l'antic primer ministre i president Zulfikar Ali Bhutto, i la seva filla Benazir Bhutto primera ministra del Pakistan, així com altres membres de la família Bhutto. Un ciutadà de Larkana, Wazir Muhammad Jagirani, fou operat el 24 de juny de 2008 i se li va treure una pedra del ronyó de 620 grams, que és el record del món.